# Soțiile profetului Mahomed
Profetul Mahomed a avut mai multe soṭii. Soțiile Profetului sunt  acceptate de către musulmani ca Mamele Credincioșilor (Ummahāt ul-Muʾminīn). Viața lui Mahomed se împarte în două perioade: perioada de până la  Hegira, viața de la   Mecca și a doua perioadă ceea de după Hegira,  viața de la  Medina.

## Khadijah bint Khuwaylid
Era fiica lui Khuwaylid bin Asad și a lui Fatima bin Zayd bin al Asam. Profetul  Mahomedd și Khadijah  se înrudesc atât  din  partea tatălui,avându-l  străbunic pe Qusay,cât și din partea mamei pe Luey. Ea făcea parte din tribul Qurayș ca și Mahomed. În perioada preislamica Jahiliyya i se zicea „Tahira” care înseamnă cea curată,cea cinstită, femeie cu suflet măreț. Ea era o femeie văduvă, bogată și una din cele  mai onorate femei din Mecca. Mulți bărbați bogați și de renume au vrut să se căsătorească cu ea, dar ea i-a refuzat pe toți.Muhammad face afaceri cu ea și pentru că îi apreciază corectitudinea și onestitatea lui, devin asociați. Khadijah era mai în vârstă decât Muhammad cu 15 ani.Cu timpul se cunosc și se căsătoresc. El avea 25, ea 40. Ei aveau o căsătorie exemplară, au fost legați prin  fidelitate. Khadijah a fost prima soție alui Mahomed, prima musulmană, care l-a sprijinit de la începutul profeției. El a iubit-o foarte mult pe Khadijah, mai ales că ea a fost alături de el,când toată lumea îl respingea,cheltuindu-și toată averea ca să-i ajute pe musulmani. Khadijah era o femeie darnică, miloasă și care avea grijă de cei nevoiași și de rudele sale. Hadijah și Mahomed au avut 6 copii, patru fete: Zaynab ,Rukiyya,Umm Kulthum, Fatimah Zahra și doi băieți: Qasim și Abdullah. În anul 620 d.Hr. Khadijah a murit la Mecca și este înmormântată în cimitirul Jannatul Mualla ( جنة المعلى - Jannatul Mu'alla ). După moartea lui Khadija nu s-a căsătorittimp de 4-5 ani.Rămânând cu câțiva orfani,ocupându-se de creșterea și educarea copiilor rămași fără mamă.

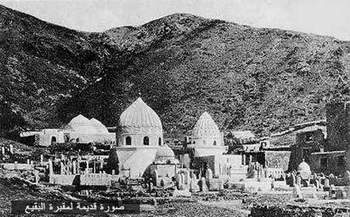
Cimitirul Jannatul Mualla din Mecca înainte de 1925

## Sawda bint Zam'a
Sawda este una dintre primele femei convertite la islam împreună cu soțul său, Sekran bin Amir, în perioada din Mecca. Cei doi emigrează în Etiopia, fugind de asupririle din Mecca.Când se reîntorc în Mecca, soțul ei moare și rămâne o văduvă  bătrână și singură. Mahomed se căsătorește cu ea, după mult timp de la moartea Hadijei, timp în care și el era văduv cu 4 copii. Căsătoria cu profetul o va proteja de presiunea și asprirea tribului din care făcea parte. Prin această căsătorie Mahomed va face pace cu tribul Abdușsems. Sawda avea 55 de ani când s-a căsătorit cu Muhammad. Sawda moare în anul 540 d. Hr.

## Aisha bint Abu Bakr
Era fiica lui Abu Bakr și a lui Umm Ruman. Aisha este fata celui mai apropiat prieten, al lui Muhammad. În toată perioada conviețuirii cu ea, profetul s-a comportat cu mult respect și mare grijă față de aceata soție lui in varsta de 6 ani. Muhammad a arătat multă dragoste față de ea. Aisha era o femeie inteligentă,înțeleaptă și cu multă cultură. Doar o femeie dotată cu calități frumoase, putea fi numai soție de profet. După moartea lui Muhammad,ea a avut un rol important în învățarea islamului. Ea cunoștea știința Hadithului, Coranul și jurisprudența islamului Muammad a visat că se va căsători cu Aisha a înțeles că e un semn divin de aceea s-a căsătorit cu ea la o vârstă fragedă. Ea a fost o bună soție,o elevă bună, o profesoară bună, în mijlocul unei familii fericite care era atașată de ea și de copii. Aisha este una din persoanele care au  relatat cele mai multe hadithuri. Aisha este calomniată de adulter, iar este curățită prin verset coranic.
Căsătoria lor s-a consumat când aceasta avea 9 ani.

## Hafsa bint Omar
Era fiica lui Omar bin Hattab și a lui Zaynab bint Maz’un. A fost căsătorită cu Huneys  bin Huzafe. Emigrează amândoi în Etiopia.  Huneys participă  la bătălia de la Badr (623) și la cea de la Uhud (624), unde este rănit grav și moare. Hafsa suferă mult după moartea soțului său. Tatăl său dorește să o căsătorească cu Othman sau Abu Bakr dar niciunul dintre ei și nici  ea nu dorește  pe nimeni.Omar merge la profetul Muhammad și își spune oful Muhammad îi spune lui Omar :
-”Vrei să-ți spun eu,un ginere mai bun decât Othman și un socru  mai bun pentru Othman decât tine? O căsătorești pe fata ta, Hafsa, cu mine.Iar eu o căsătoresc pe fata mea,Umm kulthum cu Othman.” Și astfel Hafsa secăsătorește cu profetul Muhammad. Ea era o femeie care era vestită pentru faptul că postea mult și se ruga foarte mult. Ea era din puținele femei care știa să scrie și să citească. A murit la vârsta de 60 de ani,în anul 54 Heğira.

## Hind bint Abi Umayya
Umm Salama, pe numele ei adevărat Hind bint Abi Umayya, cunoscută și cu numele de Ramle, era fiica Sehl bin AL-Mugira. A fost dintre cele care au emigrat în  Etiopia împreună cu soțul său Abu Selama. Soțul  ei a murit la Bătălia de la Uhud  și a rămas singură  cu copiii. Ea  era departe de casă  și împovărată cu o viață aspră. Abu Bakr și Omar  au vrut să se căsătorescă cu ea, dar ea a refuzat, în schimb a acceptat  să se căsătorească cu profetul Mahomed. Astfel ea și copiii săi intră în  familia lui Muhammad, orfanii găsind căldura familială de care  erau lipsiți. Umm Salama era o femeie deșteaptă, darnică și autoritară. Știa să citească, dar nu știa să scrie. Se numără dintre persoanele  care știa jurisprudența islamică. Ea a relatat 378 de hadithuri. Moare anul 59 al Heğirei.

## Zaynab bint Jahsh
Zaynab  este fata mătușii lui Muhammad, Ummayma  bin Abdulmuttalib și a lui Jahsh bin Rabab  al–Asadiyya. Este dinre cei care au migrat în Medina. Ea făcea parte dintr-o familie nobilă .Era foarte delicată, vrednică, inteligentă, fiind ruda apropiată a lui Muhammad, ea a crescut și educat lângă el. Când profetul a cerut-o  familiei  pentru Zayd  bin Haris, fiulsău adoptiv, familia nu a vrut să o dea. Eil-ar fi dorit ca ginere pe Muhammad. La insistențele lui au fost de acord să o căsătoreacă cu Zayd,care fusese rob și eliberat și adoptat de profet. Zaynab și Zayd  nu au putut să se înțeleagă și au divorțat. Muhammad se căsătorește cu Zaynab pentru că așa îi poruncește Dumnezeu în Coran sura:33-37,38:”.....Păstreaz-o pentru tine pe soața ta și fii cu frică de Allah! Tu ai ținut ascuns  în sufletul tău ceea Allah a voi să descopere. Tu te-ai temut de oameni,măcar că Allah  este vrednic să te temi de El. Apoi, când Zayd a întrerupt orice legătură cu ea, Noi Ți-am  dat-o ție să-ți fie soție, ca să nu li se mai facă un păcat credincioșilor care le iau pe soțiile  copiilor  lor de suflet,dacă au implinit cele de cuviință față de ele.Porunca lui Dumnezeu  trebuie împlinită." Profetul Muhammad spunea de Zaynab că este o persoană care are respect față de Dumnezeu.Moare în anul 20 al Heğirei la vârsta de 60 de ani.

## Juwayriyya bint Harith
Era fiica lui Harith bin Abi Dirar din tribul Bani Mustalik. La bătălia cu tribul Bani Mustalik, musulmanii înving, și cei care învingeau luau ca pradă de război, pe lângă bunuri,copiii și femeile. Juwayriyya cade și ea prizonieră, revenindu-i lui Sabit b.Kays. Ea îi cere ajutorul lui Muhammad,iar el se înțelege cu Sabit și îi plătește să o elibereze.O eliberează și se căsătorește cu ea.Prin acest lucru demonstrează că nu e diferență între o femeie sclavă și una liberă pentru a te putea căsători. Ceilalți msulmani îi eliberează pe ceilalți sclavi din tribul lui Juwayriyya. Prin această faptă tot tribul Bani Mustalik devine musulman. Moare în anul 78 al Heğirei.

## Ramle abi Sufyan-Umm Habiba
Era fiica lui Abu Sufyan și a lui Umm Adullah, Hint. Ramla este știută cu numele de Umm Habiba. Ea și soțul său,Ubeydullah b Jahsh, care și el era musulman  emigrează în Etiopia,dar acolo soțul său, trece la creștinism. Din această cauză ea divorțează de el. Muhammad se căsătorește cu ea și o ia sub protecția sa. Această căsătorie face ca  dușmănia dintre tribul Qurayș Amawiyya să mai scadă. Umm Habiba era o femeie evlavioasă, relatând multe hadithuri  pe această temă. Moare în anul 44 al Hegirei.

## Safiyya bint Huway
Face parte din tribul Bani Nadir, care erau evrei. Tatăl ei  Huway, era șeful  tribului, iar mama, Berra. Ea era căsătorită  cu poetul Sallam b. Mishkem al –Yahudi. La  bătălia de la Haybar  este  omorât. Apoi ea se căsătorește cu Kinane. Când musulmanii cuceresc Cetatea Khayber, Safiyya își pierde toată familia și e luată prizonieră, Ea îi revine ca sclavă lui Dihyetu’l Kelbi . Dar unii dintre musulmani au zis că  dacă e fata șefului de trib,a tunci ea i se cuvine profetului Muhammad ca  roabă. Muhammad  îi redă libertatea, zicându –I “acum ești liberă, dacă  accepți islamul, mă căsătoresc cu tine , dacă accepți iudaismul  te  trimit înapoi la tribul tău.”Ea alege islamul și pe profetul Muhammad. Prin căsătoria cu ea, au cunoscut mulți evrei islamul, îmbunătățindu-se relația dintre musulmani și evrei. Scopul căsătoriei  era de a face pace cu triburile de evrei. Ea era o persoană  cunoscută prin inteligența, blândețea și onoarea sa. Moare în anul 50 al Heğirei.

## Maymuna bint al-Harith
Era fiica lui  Harith b. Huzayfa b .al- Hilaliyy a și a lui Hind bint Awf b.Zuhayr. Numele său adevărat, Berra, era sora lui Umm Fadil soția  unchiului lui Muhammad, Abbas și sora lui Asma, soția lui  Jafer b. Abi Talib. La intervenția  unchiului său Abbas, Muhammad   se  căsătorește cu Maymuna. Ea era o femeie evlavioasă, care  dădea importanță vizitării rudelor. Moare la 63 de ani  în anul 51 al Heğirei.

## Zaynab bint Huzayma
E cunoscută ca o femeie credincioasă și cu o educație frumoasă. Își pierde,s oțul la bătălia dela  Badir ,pe Harith b. Ubayda și rămăne o femeie văduvă și  bătrână care avea nevoie de ajutor. Muhubammad, căsătorindu-se cu ea, o ia sub aripa sa protectoare. Se știe ca o femeie care îi ajuta pe cei nevoiași , dădea multa pomană.  De aceea i se spunea “ Umm al Mesakin”-mama săracilor. Ea moare după 2-3 ani  de la căsătorie, după altă relatare la 8 luni.

## Maria al-Qibtiyya
Ea era o sclava trimisă cadou profetului de către Muwakkis, viceregele Egiptului. Cu ea a avut un fiu pe nume Ibrahim, care însă moare la vârsta  de 2 ani. Mariya suferă foarte mult, după moartea copilului. Ea retrăgându-se de lume, ieșind din casă doar să viziteze  mormântul copilului. Moare în anul 16 al Heğirei.